# Escola Básica Patrício Prazeres
A Escola Básica Patrício Prazeres, outrora conhecida como Escola Secundária Patrício Prazeres ou Escola Comercial Patrício Prazeres é uma escola fundada nos anos de 1940 que se situa na freguesia da Penha de França, em Lisboa.
Trata-se da sede do agrupamento de escolas com o mesmo nome e, atualmente, é uma unidade escolar que possui três turmas do 1.º Ciclo, oito turmas do 2.º Ciclo e 12 turmas do 3.º Ciclo, todas do Ensino Básico (1.º ao 9.º ano de escolaridade).

## História
Inicialmente fundada como escola comercial e industrial nos anos de 1940, no ano letivo de 1945/1946 partilhava o edifício com a Escola Primária n.º 10, situada na Costa do Castelo. No mesmo local, funcionou também o Centro de Instrução n.º 19 de Aeromodelismo da Mocidade Portuguesa, cujo instrutor era José Carlos Rodrigues.
Em 1952, o aeromodelista Êrnani Ferreira constrói um planador numa oficina da escola, local onde se reuniam os aeromodelistas particulares que mais tarde vieram a fundar o Clube de Aeromodelismo de Lisboa.
Situada, desde 24 de maio de 1956, na Rua Matilde Rosa Araújo, nas traseiras do Convento de Santos-o-Novo, no Alto do Varejão, parte oriental da cidade de Lisboa, o estabelecimento de ensino integra-se numa zona tradicionalmente ocupada por quintas e que apenas há pouco mais de um século passou a integrar o espaço urbano da capital portuguesa.
No ano letivo de 1957/1958 inicia-se o Curso Geral de Comércio com 1000 alunos, de ambos os sexos.
Tem no seu interior dois murais da autoria do pintor Almada Negreiros que podem ser contemplados na subida ao 4.º piso do edifício central, bem como na escadaria que dá acesso ao ginásio da escola. A obra foi realizada em 1956.
Em abril de 2010, uma tromba-de-água causou sérios estragos na escola e no bairro circundante.
A escola leciona a disciplina de Português Língua Não Materna para refugiados e estrangeiros.

## Patrono
Augusto Patrício Prazeres, nascido em 1858, foi um contabilista, professor e político. Formou-se no Instituto Industrial e Comercial de Lisboa. Foi ainda autor da reforma da Contabilidade Pública em 1907 e da Lei de Seguros, também no mesmo ano.

## Antigos professores e alunos
Passaram pelos corredores da Patrício Prazeres diversos nomes da sociedade civil, política e da cultura portuguesa de onde se destacam:
- Aniceto Carmona
- Mário Centeno
- Êrnani Ferreira[2], aeromodelista e um dos pioneiros do Clube de Aeromodelismo de Lisboa
- Lina Maria Alves[7], fadista
- Duarte Simões[8], presidente do Instituto Politécnico da Covilhã (1974-1979)
- António MR Martins
- Ana Maria Lucas
- Carlos Pinto Costa, locutor de rádio
- Francisco Barão, futebolista